# Dighton, Kansas
Dighton är administrativ huvudort i Lane County i Kansas. Orten har fått sitt namn efter lantmätaren Richard Dighton. Enligt 2020 års folkräkning hade Dighton 960 invånare.